# 蒋鹏举
蒋鹏举（1979年1月—），男，汉族，中华人民共和国政治人物。现任常州市人民政府副市长，致公党江苏省委会副主委。第十四届全国政协委员。